# Juan Olivares
Juan Olivares (20 de febrer de 1941) és un exfutbolista xilè.

## Selecció de Xile
Va formar part de l'equip xilè a la Copa del Món de 1966.